# Julie Bowen
Julie Bowen (Baltimore, 3 de março de 1970) é uma atriz americana de cinema e televisão. Tornou-se conhecida ao interpretar os papeis de Carol Vessey na série Ed, Denise Bauer em Boston Legal, Sarah Shephard em Lost, e mais recentemente, Claire Dunphy em Modern Family.

## Biografia
Nascida Julia Bowen Luetkemeyer em Baltimore, Maryland, a filha do meio das três de Suzanne e John Alexander Luetkemeyer, Jr., um empresário do ramo de construções imobiliárias. Criada no subúrbio de Ruxton, frequentou a Calvert School e a Garrison Forest School. Posteriormente frequentou a Universidade de Brown, onde se formou em estudos sobre o Renascimento italiano. Passou seu primeiro ano de estudos em Florença, na Itália. Durante o período universitário, interpretou diversos papéis em peças como Guys and Dolls, Stage Door e Lemon Sky. Antes de se formar, interpretou o papel principal no filme independente Five Spot Jewel.  Entre outros lugares, estudou atuação no Actor's Institute.

### Vida profissional
Após se formar, conseguiu um papel na soap opera Loving, e fez sua estreia em horário nobre no seriado dramático universitário Class of '96. Também interpretou o papel principal no filme para a televisão de 1994 Runaway Daughters, ao lado de Paul Rudd.
No cinema, interpretou o par amoroso do personagem título de Happy Gilmore. Entre outros filmes dos quais participou estão An American Werewolf in Paris e Multiplicity. Na televisão, interpretou papéis especiais em Party of Five, Strange Luck, e teve um personagem recorrente na série ER, como namorada do dr. Carter. Interpretou um anjo no programa de comédia Stella Shorts, no episódio "Raking Leaves".
Conquistou notoriedade com a série televisiva Ed, na qual interpretou a professora escolar Carol Vessey, par amoroso do protagonista, Ed Stevens. Desde então, atuou como convidada interpretando Sarah Shephard em cinco episódios de Lost. No outono de 2005 juntou-se ao elenco de Boston Legal, interpretando a advogada Denise Bauer. Saiu da série em 2007, retornando para algumas participações especiais. Em 2008 interpretou um papel recorrente em Weeds, como o par amoroso de Silas, Lisa.
Desde a primavera de 2009 Bowen tem co-estrelado a sitcom Modern Family, na ABC, na qual interpreta Claire Dunphy. Em 8 de julho de 2010 foi indicada para o Primetime Emmy Award de atriz coadjuvante de destaque em série de comédia, pelo episódio "My Funky Valentine".
Bowen foi porta-voz da empresa Neutrogena, e fez a campanha publicitária de sua série de produtos Pure Glow. Também apareceu num episódio de Jeopardy! em 31 de agosto de 2010.

### Vida pessoal
Bowen sofre de bradicardia cardiovascular: seu batimento cardíaco regular está abaixo do normal. Como resultado, ela usa um marca-passo desde os vinte e poucos anos.
Sua irmã mais velha, Molly Luetkemeyer, é uma decoradora de interiores que já apareceu no programa Clean Sweep, e sua irmã mais nova, Annie Luetkemeyer, é uma doutora da Universidade da Califórnia, São Francisco, na divisão de HIV/AIDS.
Bowen casou-se com Scott Phillips, um projetista de software, em 9 de setembro de 2004; seu filho, Oliver McLanahan Phillips, nasceu em 10 de abril de 2007 em Los Angeles. Em 8 de maio de 2009 deu à luz os gêmeos John e Gustav.

## Carreira
| Cinema    | Cinema                            | Cinema                       | Cinema |  |
| Ano       | Filme                             | Papel                        | Notas |  |
| --------- | --------------------------------- | ---------------------------- | --- |  |
| 1992      | Five Spot Jewel                   |                              | |  |
| 1996      | Confessions of a Sleep Addict     | P.J.                         | |  |
| 1996      | Happy Gilmore                     | Virginia Venit               | br: Um Maluco no Golfe - pt: O Maluco do Golfe |  |
| 1996      | Multiplicity                      | Robin                        | |  |
| 1997      | An American Werewolf in Paris     | Amy Finch                    | |  |
| 2001      | You're Killing Me                 | Jamie Quinn                  | |  |
| 2001      | Amy's Orgasm                      | Nikki                        | |  |
| 2001      | Venus and Mars                    | Lisa                         | |  |
| 2001      | Joe Somebody                      | Meg Harper                   | |  |
| 2002      | Stella shorts                     | Mãe Natureza                 | |  |
| 2005      | Kids in America                   | Diretora Weller              | |  |
| 2005      | Partner(s)                        | Katherine                    | |  |
| 2007      | Sex and Death 101                 | Fiona Wormwood               | |  |
| 2010      | Crazy on the Outside              | Christy                      | |  |
| 2011      | Jumping the Broom                 | Unknown                      | |  |
| 2011      | Horrible Bosses                   | Rhonda Harken                | |  |
| 2012      | Conception                        |                              | |  |
| 2012      | Knife Fight                       | Peaches                      | |  |
| 2014      | Planes: Fire & Rescue             | Lil Dipper                   | |  |
| 2018      | Life of the Party                 | Marcie Strong                | |  |
| 2020      | Hubie Halloween                   | Violet Valentine             | |  |
| TBA       | The Fallout                       | Patricia                     | |  |
| 2022      | Prompact                          |                              | Diretora e produtora executiva |  |
| 2025      | Happy Gilmore 2                   | Virginia                     | |  |
| Televisão |                                   |                              | |  |
| Ano       | Título                            | Papel                        | Notas |  |
| 1992      | Loving                            |                              | |  |
| 1993      | Lifestories: Families in Crisis   | Chris                        | Episódio: "No Visible Bruises - The Kate Koestner Story" |  |
| 1993      | Class of '96                      | Kristie Lewis                | Episódio: "Educating David" |  |
| 1993      | Acapulco H.E.A.T.                 | Danielle Perkins             | Episódio: "Code Name - Body Double" |  |
| 1994      | Runaway Daughters                 | Angie Gordon                 | Filme para a TV |  |
| 1994      | Where Are My Children?            | Kirstie                      | Filme para a TV |  |
| 1995      | Extreme                           | Andie McDermott              | 7 episódios |  |
| 1996      | Party of Five                     | Shelley                      | Episódio: "Unfair Advantage" |  |
| 1996      | Strange Luck                      | Leigh Anne                   | Episódio: "Healing Hands" |  |
| 1998      | Three                             | Amanda Webb                  | 13 episódios |  |
| 1998-1999 | ER                                | Roxanne Please               | 9 episódios |  |
| 1999      | The Last Man on Planet Earth      | Hope Chayse                  | Filme para a TV |  |
| 2000      | Oh Baby                           | Nikky                        | Episódio: "What It Should Be and What It Is" |  |
| 2000      | Dawson's Creek                    | Tia Gwen                     | Episódio: "Stolen Kisses" |  |
| 2000-2004 | Ed                                | Carol Vessey                 | 83 episódios |  |
| 2002      | Justice League                    | Aresia                       | Voz Episódio: "Fury (1)" Episódio: "Fury (2)" |  |
| 2005      | Jake in Progress                  | Brooke                       | 4 episódios |  |
| 2005-2007 | Lost                              | Sarah Shephard               | 5 episódios |  |
| 2005-2008 | Boston Legal                      | Denise Bauer                 | 52 episódios |  |
| 2007      | Wainy Days                        | Cheryl                       | Série de internet Episódio: "Tough Guy" |  |
| 2008      | Weeds                             | Lisa                         | 7 episódios |  |
| 2008      | Law & Order: Special Victims Unit | Gwen Sibert                  | Episódio: "Trials" |  |
| 2009      | True Jackson, VP                  | Claire Underwood             | True Takes Iceland |  |
| 2009      | Monk                              | Marilyn Brody/Patrice Gesner | Episódio: "Mr. Monk and the Bully" |  |
| 2009-2020 | Modern Family                     | Claire Dunphy                | Indicada - Primetime Emmy Award de atriz coadjuvante em série de comédia (2010) Vencedora - Primetime Emmy Award de atriz coadjuvante em série de comédia (2011 e 2012) |  |
| 2017      | The Mindy Project                 | Daisy                        | 2 episódios |  |
| 2019      | DuckTales                         | Lieutenant Penumbra (voz)    | 4 episódios |  |
| 2020      | A Modern Farewell                 | Ela mesma                    | Documentário Modern Family |  |

### Prêmios e indicações
| Ano  | Prêmio                    | Categoria                                                 | Trabalho      | Resultado |
| ---- | ------------------------- | --------------------------------------------------------- | ------------- | --------- |
| 2006 | Screen Actors Guild Award | Performance de destaque por um elenco de série de drama   | Boston Legal  | Indicada  |
| 2007 | Screen Actors Guild Award | Performance de destaque por um elenco de série de drama   | Boston Legal  | Indicada  |
| 2008 | Screen Actors Guild Award | Performance de destaque por um elenco de série de drama   | Boston Legal  | Indicada  |
| 2009 | Screen Actors Guild Award | Performance de destaque por um elenco de série de comédia | Weeds         | Indicada  |
| 2009 | Satellite Award           | Melhor atriz em série, comédia ou musical                 | Modern Family | Indicada  |
| 2010 | Primetime Emmy Awards     | Atriz coadjuvante de destaque em série de comédia         | Modern Family | Indicada  |
| 2010 | Screen Actors Guild Award | Performance de destaque por um elenco de série de comédia | Modern Family | Indicada  |
| 2011 | Screen Actors Guild Award | Performance de destaque por um elenco de série de comédia | Modern Family | Vencedora |
| 2011 | Primetime Emmy Awards     | Atriz coadjuvante de destaque em série de comédia         | Modern Family | Vencedora |
| 2012 | Primetime Emmy Awards     | Atriz coadjuvante de destaque em série de comédia         | Modern Family | Vencedora |
| 2012 | Screen Actors Guild Award | Performance de destaque por um elenco de série de comédia | Modern Family | Vencedora |
| 2013 | Screen Actors Guild Award | Performance de destaque por um elenco de série de comédia | Modern Family | Vencedora |